# Jan Wernicki
Jan Wernicki (zm. w 1871 w Paryżu) – polski prawnik, urzędnik pocztowy, właściciel domu, konspirator i działacz niepodległościowy, zastępca członka Komitetu Centralnego Narodowego i członek Komisji Wykonawczej Rządu Narodowego w czasie powstania styczniowego, uczestnik Komuny Paryskiej.

## Życiorys
W końcu października 1862 roku został zastępcą członka Komitetu Centralnego Narodowego. Wernicki zajmował się w KC sprawami wojewódzkimi, wraz z Witoldem Marczewskim i Leonem Królikowskim. Stefan Kieniewicz pisał o nim, że był: „...jedyny, wobec którego były wysuwane zarzuty natury osobistej”. W pracach KC reprezentował skrzydło zwolenników idei powstania narodowego.
W czasie powstania styczniowego został, na przełomie stycznia i lutego 1863 roku, dokooptowany przez Stefana Bobrowskiego do składu Komisji Wykonawczej Rządu Narodowego, stanowiącej wtedy ciało doradczo-wykonawcze Rządu Narodowego.
Po aresztowaniu Bronisława Szwarcego Wernicki był odpowiedzialny za drukarnie oraz był ekspedytorem powstańczych druków rządowych, powierzono mu więc pieczęć rządową. Wraz z intendentem organizacji miejskiej Włodzimierzem Lempke był jedną z tych osób, które umożliwiły skuteczny zamach przedstawicieli stronnictwa czerwonych na Rząd Narodowy Agatona Gillera i powołanie Rządu Narodowego (czerwonych prawników). 23 maja 1863 w Warszawie Lempke i Wernicki pomogli zamachowcom przejąć pieczęcie powstańcze, posiadanie których było w warunkach konspiracji równoznaczne z przejęciem władzy.
W 1864 roku był poszukiwany przez władze carskie, a prawdopodobnie w 1865 roku siedział w więzieniu.
Zginął w 1871 roku na barykadach Komuny Paryskiej.